# Ґодзішево (Західнопоморське воєводство)
Ґодзішево (пол. Godziszewo, нім. Friederickenwalde) — село в Польщі, у гміні Ресько Лобезького повіту Західнопоморського воєводства.
У 1975-1998 роках село належало до Щецинського воєводства.